# Amélie Gex
Pour les articles homonymes, voir Gex (homonymie).
Amélie Rose Françoise Gex, née le 24 octobre 1835 à La Chapelle-Blanche (Savoie) et morte le 16 juin 1883 à Chambéry, est une poétesse savoyarde de langue savoyarde, dialecte francoprovençal.

## Biographie

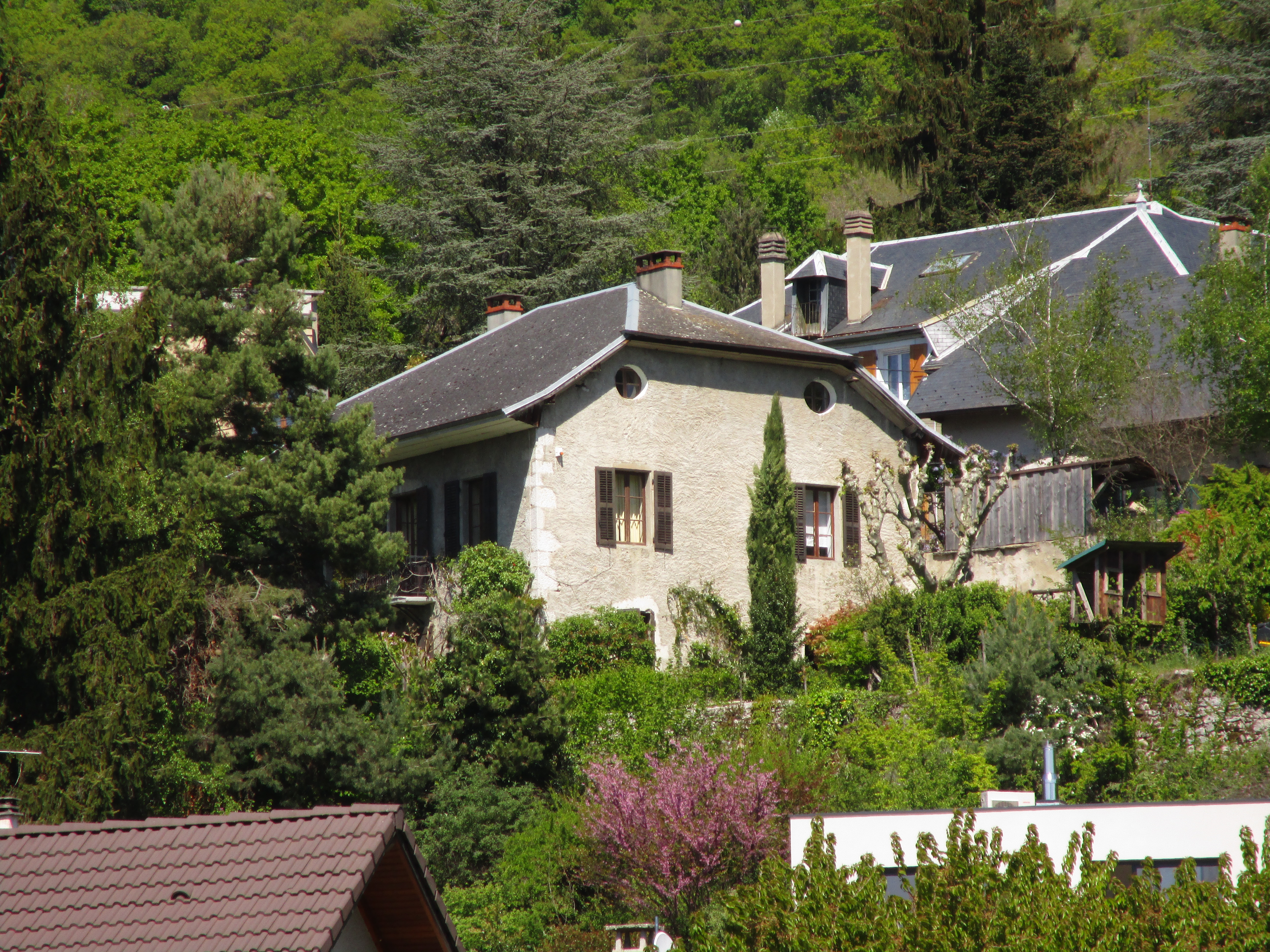
La maison d’Amélie Gex à Challes-les-Eaux en avril 2016.

Amélie Gex est la fille du médecin et viticulteur Marc-Samuel Gex. Sa mère meurt lorsqu'Amélie n'a encore que 4 ans. Elle vit d’abord à Chambéry puis à Challes-les-Eaux, chez sa grand-mère. À quatorze ans, elle retourne s’installer à La Chapelle-Blanche avec son père
En 1860, au moment de l’Annexion, proche des libéraux qui préféraient l’Italie de Cavour à la France de Napoléon III, elle regrette le roi de Sardaigne. Plus tard, elle devient républicaine, et se lance dans la politique, rédigeant ses discours en patois afin de mieux s’adresser aux électeurs ruraux.
Après une enfance peu portée sur l’apprentissage, elle découvre finalement la passion de l’écriture à 38 ans (1872/1875). Après la mort de son père en 1876, elle exploite elle-même le domaine familial, puis elle revient s’installer à Chambéry où elle vit modestement.
En 1877, le journal républicain de propagande « Le Père André » commence à publier ses vers, mais elle y signe sous le pseudonyme de Dian de la Jeânna (Jean fils de la Jeanne), avant de signer de son vrai nom du 25 mars 1879 à la fin mai 1880. Entre 1879 et 1882, puis dans « L'Indicateur savoisien » (1879-1882). Ses poèmes sont consacrés aux vignerons, aux paysans et à la Savoie. Ils évoquent la moisson, le battage au fléau, les vendanges, les cycles de la nature pour motiver le peuple au travail.
Elle écrit aussi des contes. Dans le « Dit de la couleuvre », elle retravaille l'histoire de la Reine de Saba, qui chevauchant un serpent volant, vient épouser le roi Salomon. Dans le « Dit du Château mort » elle évoque un château païen du pays du mont Blanc pétrifié par une épée de flamme tournoyant dans l'air.
En 1882, elle est récompensée par l'Académie de Savoie, pour son œuvre.
Estimant que la politique devait désormais s’effacer devant le travail, elle s’efforce aussi d’écrire des récits en français, ce qui devrait lui ouvrir une clientèle de lecteurs plus large.
Malade, elle meurt à Chambéry à l’âge de 47 ans, le 16 juin 1883.

## Œuvres

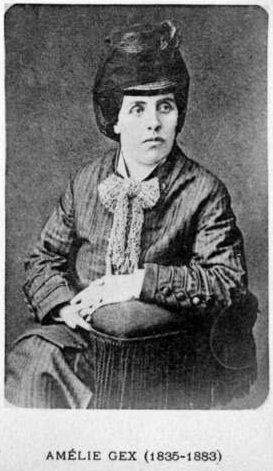
Amélie Gex vers 1870.

Elle conte la vie locale, du travail des champs aux croyances locales. Critiquée pour son anticléricalisme, elle se veut athée.
- (frp + fr) Dian de la Jeânna (Amélie Gex), Le Long de l’an : chansons en patois savoyard avec la traduction française en regard, Chambéry, Imprimerie Ménard, 1878, 79 p. (lire en ligne)
- (frp) Dian de la Jeânna (Amélie Gex), Reclans de Savoué, Chambéry, Imprimerie Ménard, 1879, 45 p. (lire en ligne)
- Amélie Gex, Poésies, Chambéry, Imprimerie Ménard, 1880, 188 p. (lire en ligne)
- (frp) Dian de la Jeânna (Amélie Gex), Lo cent ditons de Pierre d’Emo, Chambéry, Imprimerie Ménard, 1882, 53 p.
- Amélie Gex, Vieilles gens et vieilles choses : Histoire de ma rue de mon village, Chambéry, Imprimerie Ménard, 1885, 334 p. (lire en ligne)
- Amélie Gex, Feuilles mortes, Chambéry, Imprimerie Ménard, 1894, 273 p. (lire en ligne)
- Amélie Gex, Fables, 1898